# بی‌ستاره و کتاب مقدس سیاه
«بی‌ستاره و کتاب مقدس سیاه» (به انگلیسی: Starless and Bible Black) آلبومی از گروه موسیقی پراگرسیو راک کینگ کریمسون است که در سال ۱۹۷۴ میلادی منتشر شد.